# Willem van den Hoonaard
Willem van den Hoonaard (Abbenbroek, 30 juni 1788 – Hillegersberg, 1 juni 1862) was onderwijzer te Hillegersberg, auteur van schoolboeken en geschiedschrijver.

## Schoolmeester
Van den Hoonaard werd geboren op het eiland Voorne. Na als kwekeling en ondermeester te hebben gewerkt in Brielle, Zuidland en Pernis, werd hij in 1805 benoemd tot onderwijzer van de tweede klasse aan de bijzondere school in het nabijgelegen Maassluis.
Van den Honaard profiteerde van de invoering in 1806 van de eerste onderwijswet. In deze wet werden de bekwaamheden van onderwijzers voor vier verschillende rangen omschreven. Op aanraden van zijn schoolopziener liet Van den Hoonaard zich zo spoedig mogelijk examineren als onderwijzer van een van deze rangen. Op 21 februari 1807 slaagde hij tijdens een vergadering van de Provinciale Schoolcommissie voor het examen onderwijzer van de derde rang. In 1808 behaalde hij zijn tweede rang. In maart 1809 werd hij aangesteld als eerste leermeester in een van de diakoniescholen te Amsterdam. In 1811 behaalde hij zijn diploma voor de eerste rang. Van den Honaard werd actief lid van de Amsterdamse onderwijzersvereniging en volgde 's avonds lessen in meetkunde, algebra en sterrenkunde aan het Athenaeum Illustre.
Toen de inkomsten van de Hervormde diaconie vooral na de Franse annexatie afnamen, moesten enkele scholen sluiten. Van den Honaard kreeg te horen dat hij een andere betrekking moest zoeken. Op 21 oktober 1812 kwam hij succesvol uit een vergelijkend onderzoek dat was georganiseerd door de gemeente Hillegersberg om een nieuwe onderwijzer te vinden.
Bijna vijftig jaar lang, tot 1860 toen hij 71 was, bleef Van den Honaard werkzaam als schoolmeester in Hillegersberg. In 1862 overleed hij daar. Bij zijn afscheid in 1860 ontving hij het "getuigschrift van den eersten rang" vanwege zijn verdiensten voor het lager onderwijs.
Op 21 augustus 1829 stuurde Van den Hoonaard een voorstel aan het gemeentebestuur van Hillegersberg om een schoolfonds op te richten voor de financiering van het lager onderwijs in de regio. Financieel draagkrachtige ouders zouden zes gulden per leerling per jaar moeten bijdragen, terwijl de gemeente dit bedrag zou aanvullen voor kinderen uit minder vermogende gezinnen. Het is niet bekend hoe het gemeentebestuur op dit voorstel heeft gereageerd. In 1831 kwam Van den Hoonaard op de kwestie terug met een uitvoerige brochure getiteld: "De zoo veel mogelijk algemeen making van het lager onderwijs", waarin hij zijn wensen omtrent het lager onderwijs uiteenzette. Hij eindigde deze brochure met de volgende wensen: 

eene meer juiste afbakening tusschen het lager en middelbaar onderwijs; Bepalingen omtrent de opleiding van Onderwijzers; Voorschriften tot verzekering van een behoorlijk bestaan aan den Onderwijzer der Openbare lagere school, alsmede tot beveiliging tegen gebrek in zijn ouden dag.

## Schoolboekenschrijver
Naast zijn dagelijks werk was hij ook actief als schrijver van schoolboeken over rekenen, aardrijkskunde en geschiedenis. Zo schreef hij bijvoorbeeld in 1838, zijn Rekenboek voor de scholen in het Koningrijk der Nederlanden (thans alleen nog in scans beschikbaar). Ook verscheen van zijn hand bij de uitgeverij van C.A. Thieme in Arnhem een "Kaart van Nederland".

## Werk als geschiedkundige
Zijn grote liefde ging zeker in zijn jonge jaren (periode 1812-1830) echter uit naar de geschiedschrijving. Voor een werkje getiteld: Korte Uittreksels uit Merkwaardige Land- en Zeereizen behaalde hij in 1814 de gouden medaille bij de Maatschappij tot Nut van 't Algemeen. Naast een aantal algemene werken over de turbulente gebeurtenissen uit de jongste geschiedenis, die hij zelf als tijdgenoot had meegemaakt, schreef hij een aantal belangwekkende werken over de lokale geschiedenis van het dorp Hillegersberg, omliggende dorpen en buurtschappen en in bredere zin over de geschiedenis van het hoogheemraadschap Schieland. In dit werk maakt hij uitvoerig gebruik van de lokaal voor handen zijnde, door hem geraadpleegde bronnen. Hij ging daarin vrij ver. Zo deed hij in 1829, op verzoek van de eerste hoogleraar archeologie Caspar Reuvens zelfs een opgraving aan de westkant van de burcht van Hillegersberg, om te bepalen of deze zandheuvel van natuurlijke oorsprong was of mogelijk door mensenhanden was opgeworpen.
Bekende werken over lokale geschiedenis van zijn hand zijn onder andere:
- Geschiedkundige en topografische beschrijving van de dorpen: Hillegersberg en Bergschenhoeck - (1824), 2e druk 1842.
- Korte aardrijkskundige beschrijving van de stad Rotterdam - (1825)

## Persoonlijk leven
Zijn vader en moeder waren respectievelijk de landbouwer Gerrit van den Hoonaard en Adriana Veerman. Willem van den Honaard is tweemaal getrouwd geweest. Zijn eerste huwelijk was met Teuntje Jongejan. Uit dit huwelijk werden twee kinderen geboren. Wat er precies met zijn eerste vrouw is gebeurd is onbekend, maar het is niet onaannemelijk dat zij is gestorven. In ieder geval trouwde Willem van den Honaard op 6 juni 1827 voor de tweede keer met de toen 30-jarige, in Hillegersberg geboren Antje Stolwijk (2 oktober 1797 - 3 februari 1864). Uit dit tweede huwelijk kwamen vijf kinderen voort.
Via zijn eerste zoon Gerrit is Willem van den Hoonaard de overgrootvader van de edelsmid Siem van den Hoonaard.

## Vernoemingen
In Rotterdam-Noord is een straat naar hem vernoemd: de "Van Den Hoonaardstraat". Ook de "Van Den Honaardsingel" in Hillegersberg draagt zijn naam. In 2014 werd in Hillegersberg de trouw- en vergaderzaal aan de Argonautenweg officieel tot de Willem van den Hoonaard-zaal vernoemd.